# Xanthomelon
Xanthomelon is een geslacht van weekdieren uit de klasse van de Gastropoda (slakken).

## Soorten
- Xanthomelon arnhemense Köhler & Burghardt, 2016
- Xanthomelon darwinense Köhler & Burghardt, 2016
- Xanthomelon durvillii (Hombron & Jacquinot, 1841)
- Xanthomelon interpositum Iredale, 1938
- Xanthomelon jannellei (Le Guillou, 1842)
- Xanthomelon pachystylum (L. Pfeiffer, 1845)